# Game On
Game On er en hollandsk tv-quiz, der fik dansk premiere på TV Danmark i oktober 2005 og sidenhen har kørt på Kanal 5 og Kanal 4.
| Fjernsyn | Spire Denne artikel om et tv-program er en spire som bør udbygges. Du er velkommen til at hjælpe Wikipedia ved at udvide den. |